# (71669) 2000 EH157
2000 إي إتش 157 (ويعرف أيضًا باسم (71669) 2000 إي إتش 157 وفق تسمية الكوكب الصغير) (بالإنجليزية: 2000 EH157)‏ هو كويكب ضمن حزام الكويكبات؛ وترتيبه 71669 من حيث الاكتشاف.
اكتُشف هذا الجُرم الفلكي بواسطة ماسح السماء كاتالينا في 11 مارس 2000.

## وصلات خارجية
- (71669) 2000 EH157 في قاعدة بيانات مختبر الدفع النفاث لأجرام النظام الشمسي الصغيرة

- الاكتشاف · مخطط المدار ·  العناصر المدارية · المعلمات المادية

- (71669) 2000 EH157 على موقع ويكي سكاي: DSS2, SDSS, GALEX, IRAS, Hydrogen α, X-Ray, Astrophoto, Sky Map, Articles and images